# Via Appia. Regina Viarum
Via Appia. Regina Viarum è un sito in Italia riconosciuto patrimonio dell'umanità dall'UNESCO nel 2024. Si estende su 4639,92 ha (cui si aggiunge una zona tampone di 40205,79 ha) nelle regioni Lazio, Campania, Basilicata e Puglia.
Include numerosi tratti e varie pertinenze di due strade romane: l'antica Via Appia (che collegava Roma a Capua e in seguito a Benevento e Brindisi) e la Via Traiana di epoca imperiale; quest'ultima, nota anche come Via Appia Traiana, costituiva una variante dell'Appia con medesimo punto d'arrivo, dipartendosene presso Benevento.

## Storia
La costruzione del primo tratto della Via Appia ebbe inizio nel 312 a.C. per volontà del censore Appio Claudio Cieco, ma i lavori per la realizzazione dell'intera opera stradale si protrassero per oltre un secolo, avanzando per lotti successivi.
In epoca imperiale l'apertura al transito della Via Traiana, fatta costruire dall'imperatore Marco Ulpio Traiano mediante opere infrastrutturali di prim'ordine, avrebbe poi significativamente contribuito a velocizzare i collegamenti tra Roma e l'Oriente, tanto da essere preferita alla stessa Via Appia antica nel tratto terminale Benevento-Brindisi.
Il secondo nome regina viarum (= "regina delle strade") è tratto da un verso del poeta latino Publio Papinio Stazio, il quale nel I secolo d.C. – allorquando la Via Appia era ormai interamente percorribile, mentre la Via Traiana ancora non esisteva – scrisse: Appia longarum teritur regina viarum (= "si percorre l'Appia, regina delle lunghe strade").

## Il sito UNESCO

### Iter
L'iter per la candidatura del sito fu avviato dal Ministero della cultura italiano nel 2022.
Il suo riconoscimento si ebbe nel corso della 46ª sessione del Comitato UNESCO, tenutasi dal 21 al 31 luglio 2024 a Nuova Delhi.

### Motivazione
La motivazione per l'iscrizione del sito nella lista dei patrimoni dell'umanità è la seguente:

### Descrizione
Il sito UNESCO si articola nei seguenti 19 tratti della vie Appia e Appia Traiana.
 Lazio
| Codice UNESCO | Denominazione tratto                             | Comuni                      | Province | Superficie dell'area protetta (ha) | Superficie della zona tampone (ha) | Coordinate            |
| ------------- | ------------------------------------------------ | --------------------------- | -------- | ---------------------------------- | ---------------------------------- | --------------------- |
| 1708-001      | L'Appia a Roma dal I al XIII miglio              | Roma, Ciampino, Marino      | Roma     | 381,48                             | 2641,96                            | 41°50′47″N 12°31′50″E |
| 1708-002      | L'Appia ai Colli albani                          | Albano Laziale, Ariccia     | Roma     | 20,34                              | 39,19                              | 41°43′20″N 12°39′54″E |
| 1708-003      | Tarracina e il superamento del passo di Lautulae | Terracina, Monte San Biagio | Latina   | 755,25                             | 834,96                             | 41°17′33″N 13°15′45″E |
| 1708-004      | L'Appia a Fundi                                  | Fondi                       | Latina   | 14,54                              | 18,68                              | 41°21′31″N 13°25′37″E |
| 1708-005      | L'Appia al valico di Itri                        | Fondi, Itri                 | Latina   | 32,82                              | 158,21                             | 41°19′08″N 13°28′53″E |
| 1708-006      | L'Appia dal miglio LXXXIII a Formiae             | Itri, Formia                | Latina   | 19,58                              | 246,33                             | 41°15′11″N 13°35′40″E |
| 1708-007      | Minturnae e il superamento del Garigliano        | Minturno                    | Latina   | 64,11                              | 730,39                             | 41°14′25″N 13°46′02″E |

 Campania
| Codice UNESCO | Denominazione tratto                           | Comuni                                                                                         | Province            | Superficie dell'area protetta (ha) | Superficie della zona tampone (ha) | Coordinate            |
| ------------- | ---------------------------------------------- | ---------------------------------------------------------------------------------------------- | ------------------- | ---------------------------------- | ---------------------------------- | --------------------- |
| 1708-008      | L'Appia da Sinuessa al Pagus Larclanus         | Sessa Aurunca, Mondragone                                                                      | Caserta             | 85,16                              | 383,87                             | 41°08′16″N 13°51′30″E |
| 1708-009      | L'antica Capua                                 | Santa Maria Capua Vetere                                                                       | Caserta             | 25,24                              | 242,57                             | 41°04′59″N 14°15′17″E |
| 1708-010      | Beneventum e l'arco di Traiano                 | Benevento                                                                                      | Benevento           | 58,35                              | 207,54                             | 41°07′52″N 14°46′28″E |
| 1708-011      | L'Appia sul percorso da Beneventum ad Aeclanum | Benevento, San Nicola Manfredi, San Giorgio del Sannio, Calvi, Apice, Bonito, Mirabella Eclano | Benevento, Avellino | 169,97                             | 1286,08                            | 41°04′28″N 14°55′56″E |

| Codice UNESCO | Denominazione tratto                           | Comuni                                                                                               | Province            | Superficie dell'area protetta (ha) | Superficie della zona tampone (ha) | Coordinate            |
| ------------- | ---------------------------------------------- | --- | ------------------- | ---------------------------------- | ---------------------------------- | --------------------- |
| 1708-016      | L'Appia Traiana da Beneventum a Aequum Tuticum | Benevento, Paduli, Sant'Arcangelo Trimonte, Buonalbergo, Casalbore, Montecalvo Irpino, Ariano Irpino | Benevento, Avellino | 200,43                             | 1171,66                            | 41°12′10″N 14°57′54″E |

 Basilicata
| Codice UNESCO | Denominazione tratto                | Comuni                                                                  | Province | Superficie dell'area protetta (ha) | Superficie della zona tampone (ha) | Coordinate            |
| ------------- | ----------------------------------- | ----------------------------------------------------------------------- | -------- | ---------------------------------- | ---------------------------------- | --------------------- |
| 1708-012      | L'Appia nell'alta valle del Bradano | Melfi, Rapolla, Venosa, Palazzo San Gervasio, Banzi, Genzano di Lucania | Potenza  | 351,45                             | 6772,51                            | 40°56′54″N 15°54′35″E |

 Puglia
| Codice UNESCO | Denominazione tratto            | Comuni                                         | Province          | Superficie dell'area protetta (ha) | Superficie della zona tampone (ha) | Coordinate            |
| ------------- | ------------------------------- | ---------------------------------------------- | ----------------- | ---------------------------------- | ---------------------------------- | --------------------- |
| 1708-013      | Tarentum                        | Taranto                                        | Taranto           | 6,41                               | 108,77                             | 40°28′16″N 17°14′31″E |
| 1708-014      | L'Appia da Mesochorum a Scamnum | Grottaglie, Francavilla Fontana, Oria, Mesagne | Taranto, Brindisi | 262,25                             | 1384,93                            | 40°30′52″N 17°37′11″E |
| 1708-015      | Brundisium                      | Brindisi                                       | Brindisi          | 69,4                               | 121,1                              | 40°38′13″N 17°56′37″E |

| Codice UNESCO | Denominazione tratto                                           | Comuni                                                                                  | Province              | Superficie dell'area protetta (ha) | Superficie della zona tampone (ha) | Coordinate            |
| ------------- | -------------------------------------------------------------- | --------------------------------------------------------------------------------------- | --------------------- | ---------------------------------- | ---------------------------------- | --------------------- |
| 1708-017      | L'Appia Traiana da Aecae a Herdonia                            | Troia, Foggia, Castelluccio dei Sauri, Ascoli Satriano, Ordona                          | Foggia                | 246,86                             | 8322,03                            | 41°20′45″N 15°28′59″E |
| 1708-018      | L'Appia Traiana a Canusium e il percorso dell'Ofanto           | Canosa di Puglia, San Ferdinando di Puglia, Trinitapoli, Barletta, Margherita di Savoia | Barletta-Andria-Trani | 520,22                             | 4000,8                             | 41°17′55″N 16°07′47″E |
| 1708-019      | L'Appia Traiana lungo la costa adriatica, passando per Egnatia | Monopoli, Fasano, Ostuni, Carovigno, Brindisi                                           | Bari, Brindisi        | 1356,06                            | 11527,01                           | 40°45′18″N 17°40′35″E |

Sono quindi risultati esclusi 3 dei 22 tratti candidati dal Ministero della cultura, ossia: "L'Appia dal XIX al XXIV miglio con diramazione per Lanuvium", "L'Appia nella Pianura pontina con diramazione per Norba", "La Via Appia sul percorso del tratturo tarantino."